# Ihar Mikalajevics Hurinovics
Ihar Mikalajevics Hurinovics, belaruszul: Iгар Мікалаевіч Гурыновiч, oroszul: Игорь Николаевич Гуринович (Minszk, 1960. március 5. –) szovjet és fehérorosz válogatott labdarúgó, csatár, edző.

## Pályafutása

### Klubcsapatokban
1978 és 1987 a Gyinamo Minszk, 1988-ban a Lokomotyiv Moszkva, 1988 és 1990 között ismét a Gyinamo labdarúgója volt. A minszki csapattal az 1982-es idényben szovjet bajnoki címet szerzett. 
1990-ben az angol Brighton & Hove Albion csapatához szerződött, ahol csak hat hónapig játszott mert nem kapta a munkavállalási vizumot. 1991-ben a Dinama Breszt csapatában folytatta és innen szerződött a ciprusi APÉP együtteséhez. A kiperúndai csapatban az 1991–92-es idényben szerepelt, de egy új törvény alapján külföldiek nem szerepelhettek a ciprusi élvonalban így távoznia kellett 12 hónap után. 1992–93-ban az ukrán Veresz Rivne, 1993-ban a Tarpeda Minszk és a lengyel ŁKS Łódź, 1993–94-ben a spanyol CD Castellón játékosa volt. A Castellón csapata csődbe ment, ezért 1994 és 1996 között az Ataka Minszk csapatában szerepelt, közben, 1995-ben egy rövid ideig az osztrák LASK Linz labdarúgója volt.

### A válogatottban
Tagja volt az 1978-as U19-es Európa-bajnok, az 1979-es U20-as világbajnoki ezüstérmes és az 1980-as U21-es Európa-bajnok szovjet ifjúsági csapatoknak.
1983. szeptember 7-én Budapesten a magyar olimpiai válogatott ellen szerepelt a szovjet olimpiai csapatban. A mérkőzés 1–0-s szovjet győzelemmel ért véget. 1984. március 28-án egy alkalommal szerepelt a szovjet válogatottban a nyugatnémet válogatott ellen. A hannoveri mérkőzésen 2–1-es hazai győzelem született. 1994–95-ben három alkalommal játszott a fehérorosz válogatottban és egy gólt szerzett. Mind a három találkozó 1996-os Európa-bajnoki-selejtező volt.

### Edzőként
2010–11-ben és 2013-ban a Bjaroza 2010 vezetőedzője volt.

## Sikerei, díjai
Szovjetunió
- U19-es Európa-bajnokság
  - győztes: 1978
- U20-as világbajnokság
  - döntős: 1979
- U21-es Európa-bajnokság
  - győztes: 1980

 Gyinamo Minszk
- Szovjet bajnokság
  - bajnok: 1982

## Statisztika

### Mérkőzései a szovjet válogatottban
| Szovjetunió | Szovjetunió         | Szovjetunió                    | Szovjetunió  | Szovjetunió | Szovjetunió | Szovjetunió        | Szovjetunió | Szovjetunió |
| #           | Dátum               | Helyszín                       | Hazai        | Eredmény    | Vendég      | Kiírás             | Gólok       | Esemény     |
| ----------- | ------------------- | ------------------------------ | ------------ | ----------- | ----------- | ------------------ | ----------- | ----------- |
|             | 1983. szeptember 7. | Budapest, Népstadion           | Magyarország | 0 – 1       | Szovjetunió | olimpiai selejtező | -           |             |
| 1.          | 1984. március 28.   | Hannover, Niedersachsenstadion | NSZK         | 2 – 1       | Szovjetunió | barátságos         | -           |             |
|             | Összesen            |                                |              | 1           | mérkőzés    |                    | 0           | gól         |

### Mérkőzései a fehérorosz válogatottban
| Fehéroroszország | Fehéroroszország   | Fehéroroszország        | Fehéroroszország | Fehéroroszország | Fehéroroszország | Fehéroroszország | Fehéroroszország | Fehéroroszország |
| #                | Dátum              | Helyszín                | Hazai            | Eredmény         | Vendég           | Kiírás           | Gólok            | Esemény          |
| ---------------- | ------------------ | ----------------------- | ---------------- | ---------------- | ---------------- | ---------------- | ---------------- | ---------------- |
| 1.               | 1994. november 16. | Minszk, Dinama Stadion  | Fehéroroszország | 0 – 4            | Norvégia         | Eb-selejtező     | -                | 82'              |
| 2.               | 1995. március 29.  | Ostrava, Bazaly Stadion | Csehország       | 4 – 2            | Fehéroroszország | Eb-selejtező     | 1                | 88'              |
| 3.               | 1995. április 26.  | Minszk, Dinama Stadion  | Fehéroroszország | 1 – 1            | Málta            | Eb-selejtező     | -                |                  |
|                  | Összesen           |                         |                  | 3                | mérkőzés         |                  | 1                | gól              |